# Michal Vabroušek
Michal Vabroušek (* 21. května 1975 Praha) je český veslař, skifař lehkých vah, který v současnosti působí jako veslařský trenér dorostu a mládeže. Jde o prvního mistra světa ve veslování v rámci samostatné České republiky z roku 2000 v Záhřebu. Závodil za ASC Dukla Praha.
S veslováním začal ve věku 10 let v roce 1985, svůj první velký mezinárodní start si odbyl na mistrovství
světa juniorů v roce 1992, kde se stal juniorským mistrem světa na čtyřce.
Letních olympijských her se zúčastnil v roce 1996 v Atlantě
a v roce 2004 v Aténách.
Od roku 1997 se začal věnovat skifu v tehdy nové kategorii lehkých vah. V roce 1998 a v roce 1999 se stal vicemistrem světa lehkých vah (2. místo).
V roce 2000 získal první titul mistra světa v celé historii českého i československého veslování.

## Trenérská kariéra
V roce 2007 se stal ústředním trenérem v kategorii do 23 let a v roce 2008 se stal i ústředním
trenérem mládeže .

## Nejlepší výsledky
- 1992 Mistrovství světa juniorů - Montreal (Kanada), párová čtyřka, 1. místo
- 1993 Mistrovství světa - Račice (Česko), párová čtyřka, 11. místo
- 1995 Mistrovství světa - Tampere (Finsko), dvojskif, 11. místo
- 1996 LOH - Atlanta (Spojené státy americké), dvojskif, 13. místo
- 1996 Mistrovství světa - Strathclyde (Spojené království, Skotsko), párová čtyřka, 5. místo
- 1997 Pohár národů do 23 let - Milán (Itálie), skif lehkých vah, 1. místo
- 1998 Mistrovství světa - Kolín nad Rýnem (Německo), skif lehkých vah, 2. místo
- 1998 Akademické mistrovství světa, skif lehkých vah, 1. místo
- 1998 Světový pohár - Lucern (Švýcarsko), skif lehkých vah, 1. místo
- 1999 Mistrovství světa - St. Catharines (Spojené státy americké), skif lehkých vah, 2. místo
- 1999 Světový pohár - Lucern (Švýcarsko), skif lehkých vah, 1. místo
- 2000 Akademické mistrovství světa, Poznaň (Polsko), skif lehkých vah, 1. místo
- 2000 Mistrovství světa - Záhřeb (Jugoslávie), skif lehkých vah, 1. místo
- 2001 Mistrovství světa - Lucern (Švýcarsko), skif lehkých vah, 3. místo
- 2002 Mistrovství světa - Sevilla (Španělsko), skif lehkých vah, 7. místo
- 2003 Mistrovství světa - Milán (Itálie), skif lehkých vah, 7. místo
- 2004 Olympijské hry 2004 - Atény (Řecko), dvojskif lehkých vah, 9. místo
- 2006 Mistrovství světa - Eton Dorney (Velká Británie), skif lehkých vah, 8. místo

## Ocenění
- 1998 nejlepší akademický sportovec České republiky
- 2000 nejlepší veslař České republiky[2]